# Лигатненский край
Ли́гатненский край (латыш. Līgatnes novads) — бывшая административно-территориальная единица в центральной части Латвии, в историко-культурной области Видземе. Край состоял из Лигатненской волости и города Лигатне, который является центром края.
Лигатненский край был образован 1 июля 2009 года из части расформированного Цесисского района.
Площадь края составляла 167,7 км². Граничил с Сигулдским, Кримулдским, Паргауйским и Аматским краями.
В ходе административно-территориальной реформы Латвии 2021 года Лигатненский край был упразднён. Лигатне и Лигатненская волость вошли в состав укрупнённого Цесисского края.

## Национальный состав
На 1 января 2010 года население края составляло 4045 человек. 
Национальный состав населения края по итогам переписи населения Латвии 2011 года:
| Национальность | Численность, чел. (2011) | %        |
| -------------- | ------------------------ | -------- |
| Латыши         | 3255                     | 88,36 %  |
| Русские        | 292                      | 7,93 %   |
| Белорусы       | 37                       | 1,00 %   |
| Украинцы       | 26                       | 0,71 %   |
| Поляки         | 31                       | 0,84 %   |
| Литовцы        | 15                       | 0,41 %   |
| Другие         | 28                       | 0,76 %   |
| всего          | 3684                     | 100,00 % |

## Территориальное деление
- город Лигатне (латыш. Līgatnes pilsēta)
- Лигатненская волость (латыш. Līgatnes pagasts)